# بورس بلاروس
بورس بلاروس (روسی: Белорусская валютно-фондовая биржа) بازار بورس اوراق بهادار بلاروس است، که در سال ۱۹۹۸ تأسیس شد.